# Archie MacDonald
Donald Archibald „Archie“ MacDonald (23. února 1895 Saasaig – 5. května 1965 Inverness) byl britský zápasník. V roce 1924 vybojoval na olympijských hrách v Paříži bronzovou medaili ve volném stylu v těžké váze. O čtyři roky dříve, na hrách v Antverpách ve stejné kategorii vypadl v prvním kole a obsadil tak dělené páté, resp. poslední místo.